# Zzebra
Zzebra byla britská fusion a afro prog hudební skupina, aktivní v 70. letech.
Skupinu založili bývalí členové skupiny If Terry Smith (kytara) a Dave Quincy (saxofon), Lasisi "Loughty" Amao ex-Osibisa (flétna a tenor saxofon), Gus Yeadon (aka August Eadon) ex-The Love Affair (piano a zpěv), Liam Genockey (bicí) a John McCoy (baskytara).
Své první album Zzebra skupina vydala v roce 1974.
Terry Smith skupinu opustil před dokončením druhého alba Panic (1976). Nahradil ho Steve Byrd.

## Diskografie
- 1974 – Zzebra
- 1975 – Panic
- 1975 – Take It Or Leave It
- 1975 – Lost World